# Terken Khatoun
Ne pas confondre avec Terken Khatoun (Khwarezm)).
Titres
Épouse du sultan du sultan Malik Chah Ier
Mère du sultan Mahmoud Ier
1065 – 1094
Régente pour son fils Mahmoud Ier
19 novembre 1092 – Septembre-octobre 1094
Terken Khatoun ou Tarkhān Khātūn, parfois appelée Turkan Khatun (en persan : ترکان خاتون), née vers 1053 en Transoxiane, morte en septembre-octobre 1094 à Ispahan, est une princesse qarakhanide, épouse du sultan seldjoukide Malik Chah Ier. Elle est connue pour sa rivalité avec le vizir Nizam al-Mulk. Après la mort de Malik Chah en 1092, elle exerce le pouvoir comme régente au nom de son fils enfant Mahmoud mais doit livrer une guerre civile contre les partisans de Barkyaruq, autre fils de Malik Chah. Khatoun est un titre de respect pour les princesses des peuples turcs et mongols.

## Biographie

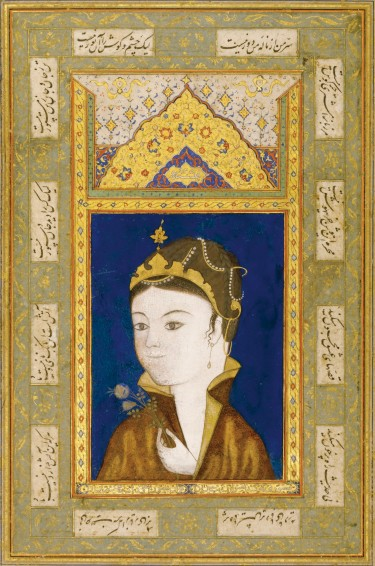
Portrait d'une princesse persane, gouache, 1528.

Terken Khatoun naît en 1053. Elle est fille du souverain qarakhanide Tamghatch Khan Ibrahim (en) de Transoxiane qui règne de 1038 à 1068 ; elle a un frère, Shams al-Mulk Nasr (en) qui règnera de 1068 à 1080.
Alp Arslan, sultan du puissant État des Seldjoukides en Iran, entre en conflit avec Tamghatch Khan Ibrahim et envahit ses États. Celui-ci fait appel à l'arbitrage du calife abbasside Al-Qa'im qui les convainc de conclure la paix par un double mariage. Alp Arslan donne sa fille Aïcha Khatoun au prince héritier qarakhanide Shams al-Mulk Nasr et en retour, en 1065, demande Terken Khatoun comme épouse pour son fils aîné Malik Chah : tous deux sont âgés de 12 ans. Ils auront quatre fils : Daoud, Abou Shuja Ahmad, Mahmoud né en 1087–1088, Abou'l-Qasim et un autre fils de nom inconnu, enterré à Ray, et une fille, Mah-i Moulk Khatoun, qui épousera le calife abbasside Al-Muqtadi en 1087.
Shams al-Mulk succède à son père en 1068. En 1072, Alp Arslan rouvre les hostilités en franchissant l'Oxus mais meurt assassiné au début de la campagne. Le jeune héritier Malik Chah met fin à la guerre et tombe sous la tutelle du vizir Nizam al-Mulk, remarquable administrateur qui mate les factions rebelles dans la ligné seldjoukide, porte l'État au sommet de sa puissance mais impose ses parents et partisans aux postes clés. Terken Khatoun, alliée au ministre Taj al-Mulk (en), entre bientôt en rivalité avec Nizam al-Mulk. Celui-ci, dans son Traité du gouvernement (Siyâsat-Nâma), recommande au souverain de s'appuyer sur l'administration centrale (diwan) et d'imposer un protocole et une stricte obéissance à la cour (dargah) en s'inspirant du modèle des Ghaznévides d'Iran oriental : il songe sans doute à Terken Khatoun quand il conseille de se méfier de l'influence pernicieuse des femmes et de leur favoritisme pour leurs suivants et eunuques. Ces mises en garde sont habituelles chez les auteurs musulmans de Miroir des princes et correspondent à une certaine réalité politique : les princesses seldjoukides avaient leur propre patrimoine, attribué par leur époux, et pouvaient agir par l'intermédiaire de leurs esclaves ou de soldats dévoués.
En 1081, le Qarakhanide Ahmed Khan ibn Khidr, neveu de Terken Khatoun, monte sur le trône de Transoxiane. En 1089, il est confronté à la révolte religieuse du faqīh Abou Tahir ibn Aliyyak : Malik Chah, au nom de l'orthodoxie sunnite, soutient la révolte, prend Samarcande et fait prisonnier Ahmed Khan. Le rôle de Terken Khatoun dans cette crise n'est pas connu.
Daoud, fils aîné de Terken Khatoun et de Malik Chah, meurt en 1082. Leur second fils, Abou Shuja Ahmad, est désigné comme héritier mais meurt à son tour. Terken Khatoun tente de faire désigner comme héritier son dernier fils Mahmoud mais celui-ci, né en 1087, est précédé dans l'ordre de succession par Barkyaruq, né en 1078 et fils d'une autre épouse, Zubayda Khatoun, et par deux garçons nés d'une esclave, Muhammad (né en 1082) et Sanjar (né en 1084). Nizam al-Mulk et l'armée sont favorables à Barkyaruq qui semble le plus capable.

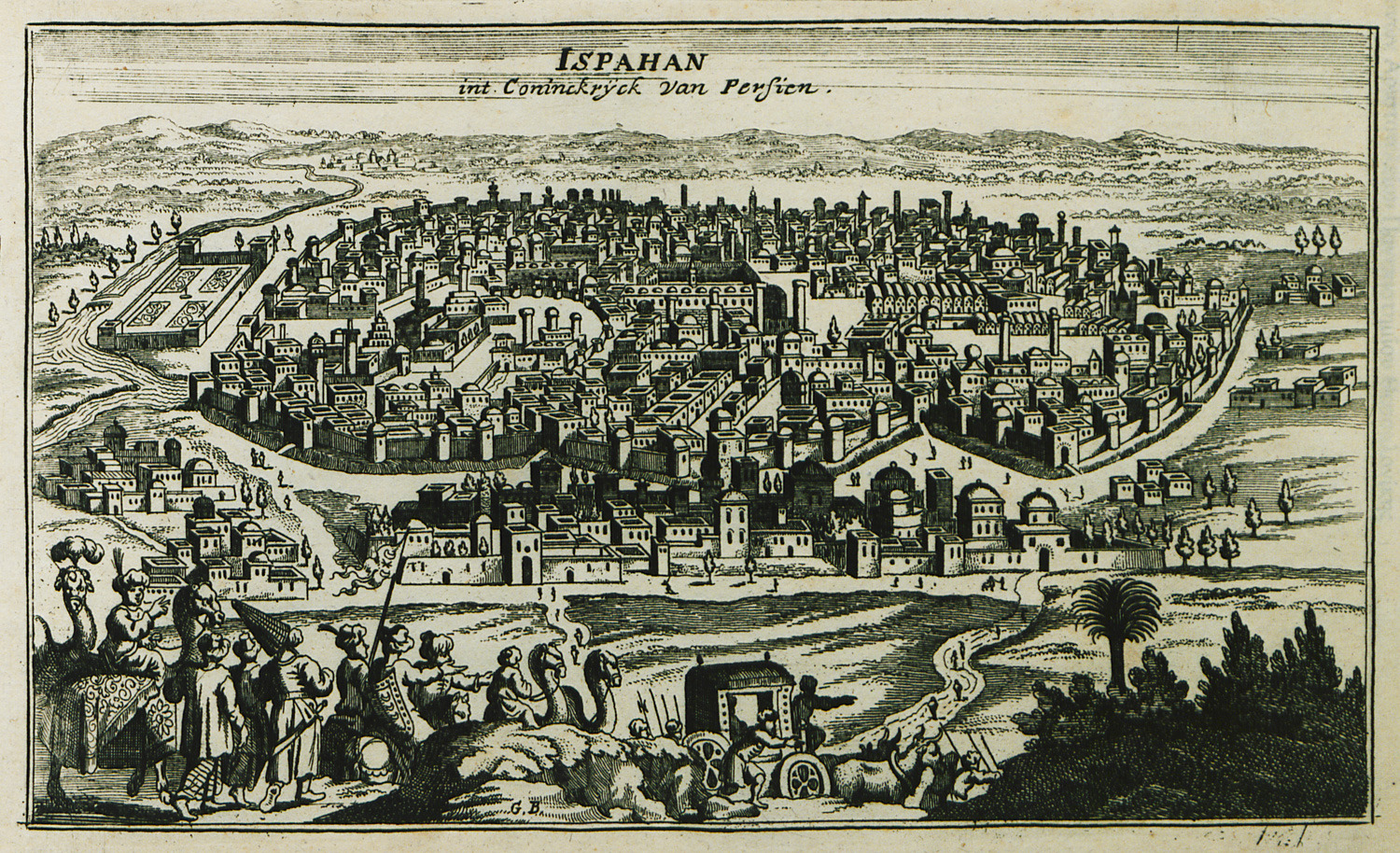
Ispahan dans le royaume de Perse, gravure de Jacob Peeters, 1690.

Vers la fin du règne, certains cercles de la cour, dont probablement Terken Khatoun, recommandent de licencier une partie de l'armée par mesure d'économie. Nizam al-Mulk s'oppose au renvoi des soldats professionnels et en particulier des  Arméniens qui, n'ayant ni iqtâ (dotation en terre), ni métier civil pour les faire vivre, seraient un facteur de désordre en se ralliant au premier prétendant venu.
Le 14 octobre 1092, alors qu'il voyageait en compagnie de Malik Chah entre Ispahan et Bagdad, Nizam al-Mulk meurt poignardé près de Nahavand : les contemporains attribuent ce meurtre à un membre de la confrérie des Assassins que le vizir avait violemment persécutés. Selon une autre version, l'inspirateur du meurtre serait le ministre Taj al-Mulk, agissant pour le compte de Terken Khatoun qui voulait imposer son fils Mahmoud comme héritier. Le chroniqueur Hamdallah Mustawfi Qazvini attribue à Terken Khatoun la responsabilité du meurtre mais il est très possible que Malik Chah lui-même ait fait ou laissé tuer un vizir dont la tutelle lui devenait pesante.
Arrivé à Bagdad, Malik Chah impose au calife Al-Muqtadi de renvoyer son fils et héritier désigné Al-Mustazhir et de nommer comme successeur son fils cadet Abou Fadl Jafar qui est, par sa mère, le petit-fils de Malik Chah. En même temps, ce dernier remanie l'administration et nomme Taj al-Mulk comme vizir. Cependant, Malik Chah meurt pour des causes mal éclaircies, entre 29 et 35 jours après Nizam al-Mulk, probablement assassiné. Taj al-Mulk fait désigner Mahmoud, âgé de 4 ans, comme sultan et Terken Khatoun, qui se trouve à Bagdad à ce moment, persuade le calife de faire dire la khutba au nom de l'enfant, ce qui fonde sa légitimité islamique. Selon d'autres sources, Al-Muqtadi refuse de nommer un enfant au poste de sultan qui inclut le commandement militaire.

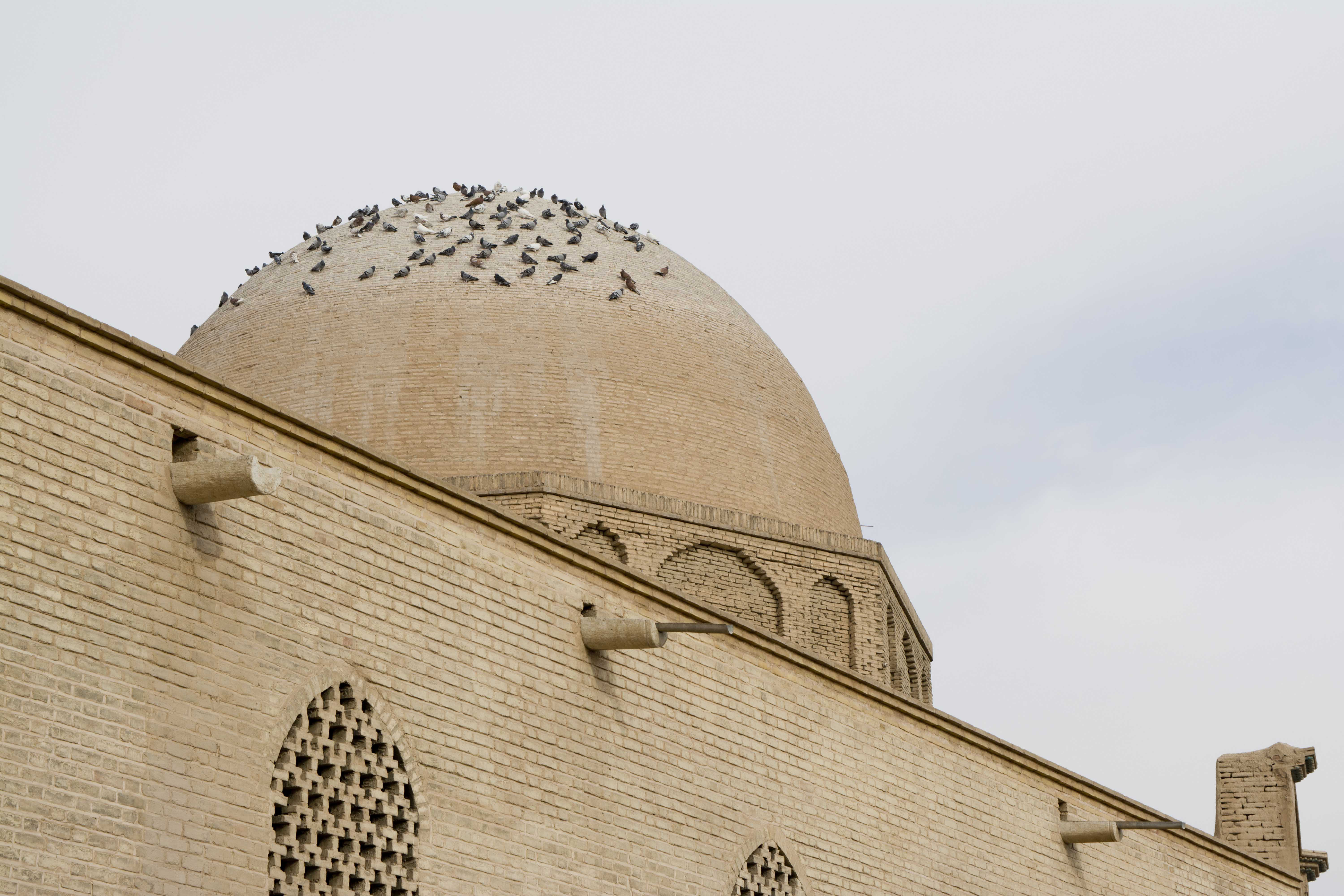
Dôme nord de la Grande Mosquée d'Ispahan commandé par Terken Khatoun, XIe s.

Terken Khatoun obtient le ralliement du gouverneur d'Ispahan qui fait emprisonner Barkyaruq, héritier potentiel âgé de 13 ans. Elle se rend à Ispahan, ouvre le trésor royal et distribue de larges subsides aux troupes. Cependant, Er-Gush, un officier seldjoukide, prend le parti de Barkyaruq, le tire de sa prison et le fait couronner à Ray. En 1093, les partisans de Barkyaruq capturent Taj al-Mulk qui accepte de se mettre à son service. Barkyaruq assiège Terken Khatoun dans Ispahan et, dit-on, feint de sympathiser avec les ismaïlites dans l'espoir qu'ils lui livrent la ville. Terken Khatoun tente d'appeler à son secours Tutuş, frère cadet de Malik Chah et vice-roi de Damas et Alep, mais elle meurt subitement en 1094. Son fils Mahmoud meurt de la variole un mois plus tard.
Le chroniqueur Sadr al-Din Ali ibn Nasir al‑Ḥusayni dit que Terken Khatoun détenait un grand pouvoir du vivant de Malik Chah pour trois raisons : parce qu'elle traitait bien les soldats, parce qu'elle descendait de la lignée d'Afrassiab et parce qu'elle avait la haute main sur les trésors. Selon Ibn al-Sa'i, après la mort de son mari, elle pouvait s'appuyer sur une armée personnelle de 10 000 mamelouks turcs, commandait l'armée et gouvernait l'État ; après sa mort, le pouvoir de son fils s'effondra.
Le dôme nord de la Grande Mosquée d'Ispahan a été construit sur la commande de Terken Khatoun, à l'origine comme un bâtiment séparé. C'est un des meilleurs témoignages de l'art des Seldjoukides d'Iran par la qualité de sa décoration en brique.

## Dans la fiction

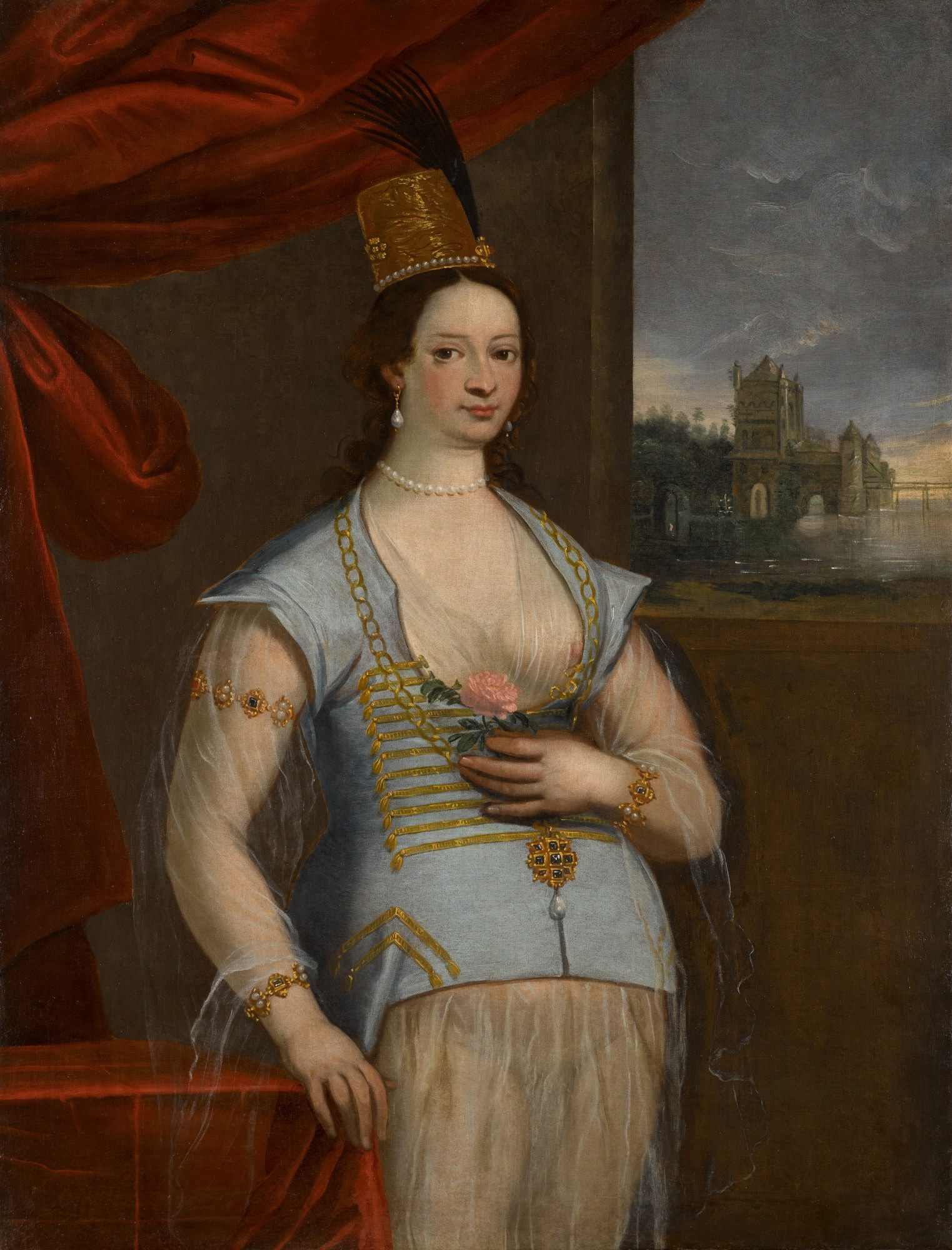
Portrait d'une sultane, école vénitienne, XVIIe s.

Dans Samarcande, roman historique de l'écrivain franco-libanais Amin Maalouf, paru en 1988, le poète, médecin et astronome Omar Khayyam s'établit à la cour des Seldjoukides avec son amante, la poétesse Djahane. Il est témoin des intrigues qui opposent Nizam al-Mulk à Terken Khatoun. Celle-ci est surnommée « la Chinoise » à cause de ses traits asiatiques. Mariée très jeune, elle a profité de l'inexpérience de son jeune époux pour prendre sur lui un ascendant sexuel qui le laisse dans une totale dépendance. Nizam al-Mulk convainc le sultan Malik Chah de conquérir Samarcande, capitale des Qarakhanides, en détrônant Ahmed Khan, neveu de Terken, qui était tombé sous l'influence de Hassan ibn al-Sabbah, le chef des Assassins. Terken est présentée comme une femme séduisante, ambitieuse, rancunière, prête à tout pour éliminer Nizam al-Mulk, qui a déjoué ses projets à Samarcande, et assurer la succession à ses fils. C'est aussi une femme superstitieuse qui demande à Omar Khayyam de dresser son horoscope. Dans une société patriarcale, elle ne peut diriger que par l'intermédiaire de personnages masculins mais elle parvient à subjuguer et même effrayer son époux, imposer ses deux premiers fils comme successeurs désignés, manipuler les dignitaires du sultanat et jusqu'au calife. Son époux, Malik Chah, apparaît comme un homme immature, futile et influençable, manipulé par sa femme quand il n'est pas dominé par son vizir Nizam al-Mulk. Lors de sa première intervention dans le roman, elle manœuvre pour faire nommer Hassan ibn al-Sabbah à la place de Nizam al-Mulk mais celui-ci déjoue son plan. Puis elle invite secrètement Omar Khayyam dans ses appartements : elle lui parle cachée derrière un rideau, en langue turque, qu'il ne comprend pas, mais il entend la voix de Jahane qui traduit ses paroles et il comprend que sa compagne est devenue l'alliée de Terken Khatoun. Celle-ci lui propose la place de vizir et comme il proteste qu'il en est incapable, elle répond qu'il n'aura qu'à suivre des décisions prises par d'autres : il refuse cette offre qui ferait de lui le prête-nom de Terken Khatoun et de Jahane.
Dans la suite du récit, Terken intrigue pour brouiller Malik Chah avec Nizam al-Mulk puis s'entend en secret avec Hassan ibn al-Sabbah pour faire assassiner le vizir. Pour le venger, la Nizamiya, la faction des fidèles de Nizam al-Mulk, empoisonne Malik Chah au cours d'une partie de chasse. Terken propose alors à Omar Khayyam (c'est leur première discussion directe) le titre de vizir ; il refuse mais accepte de dissimuler la mort du sultan. Terken fait transporter jusqu'à Ispahan son corps en décomposition : là, elle s'assure le pouvoir comme régente pour son fils Mahmoud, âgé de 4 ans. La Nizamiya parvient à libérer Barkyaruq, autre fils de Malik Chah âgé de 11 ans, le proclame sultan et lève une armée pour assiéger Ispahan. Terken défend la ville avec l'aide de milices levées par les ismaïliens, partisans de Hassan ibn al-Sabbah, et elle promet sa main aux différents gouverneurs des provinces s'ils viennent à son secours. Enfin, elle fait enlever Barkyaruq et le prend comme otage mais elle est tuée par un eunuque qui avait été introduit au harem, des années plus tôt, par les soins de Nizam al-Mulk,.